# Barbital
Barbital, (nome comercial: Veronal; também conhecido por medinal) é um sedativo e hipnótico do grupo dos barbitúricos. Foi introduzido no mercado em princípios do século XX. Seus descobridores foram os Prêmios Nobel Emil Fischer e o médico Joseph von Mering. Segundo uma anedota o nome se deve ao fato de von Mering ter tomado uma dose do medicamento num trem e ter despertado somente na cidade de Verona (Itália).
O veronal tem propriedades hipnóticas. Seu elevado tempo de semidesintegração no corpo de mais de 100 horas provoca uma ação prolongada que paralisa quase todas as funções corporais. 
Sua aplicação prolongada produz dependência. Uma overdose provoca facilmente a morte. Devido a estes efeitos secundários foi substituído a partir dos anos 60 do século XX por outros princípios ativos como as benzodiazepinas. Atualmente não é mais encontrado no mercado. A poetisa portuguesa Florbela Espanca suicidou-se por meio de uma overdose deste barbitúrico. 
A fórmula química do veronal é C8H12N2O3. Trata-se de um sólido incolor de sabor amargo.
Ryūnosuke Akutagawa (1892-1927) e Pierre Batcheff (1907 - 1932), ambos usaram Veronal para suicidar-se.

## Síntese

Síntese

Veronal pode ser sintetizado numa reação de condensação de ureia e de dietil-2,2-malonato de dietilo, um derivado de malonato de dietilo: